# Barolo (vin)

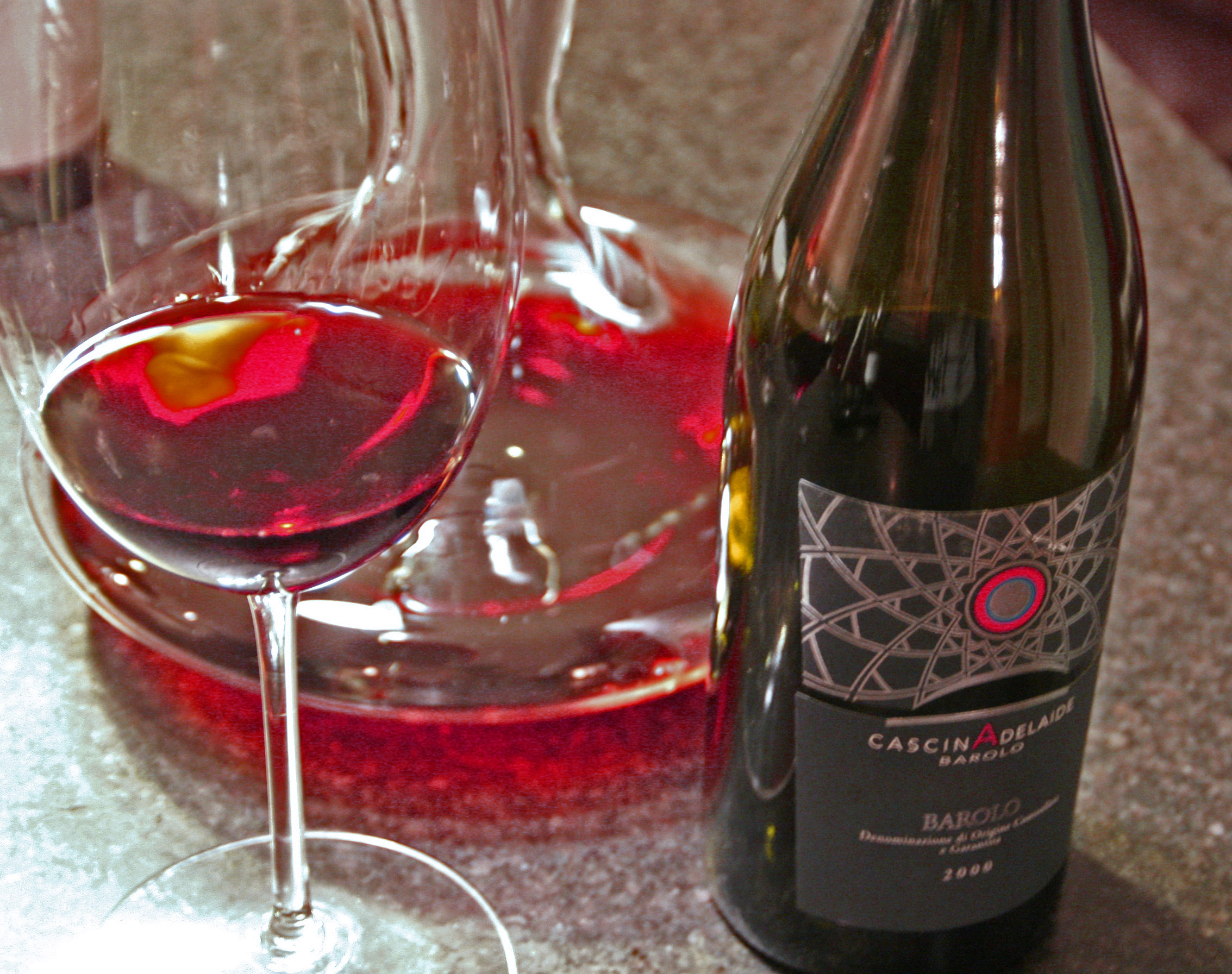
Ett Barolovin i karaff.

Barolo är en DOCG för vin i Piemonte i norra Italien. 
Vingårdarna ligger på ett litet, sluttande, höglänt område som omges av Langhebergen. Jorden består av kalkhaltig märgel med mer eller mindre inslag av magnesium, mangan och järn. Barolo är granne med Barbaresco.
Vinerna måste enligt reglerna bestå till 100 % av druvan Nebbiolo, men (olagliga) undantag förekommer. Vinerna måste också ha en alkoholhalt på minst 13 volymprocent.  Vidare måste en Barolo lagras i minst 3 år och i 5 år för att få kallas "Riserva".
Det finns två huvudtyper: Traditionella och moderna. Traditionell Barolo är mycket sträv och kräver åtskilliga års lagring på flaska för att mjukna. I viner av den modernare stilen skördas druvorna senare (när tanninerna mognat). Dessutom används mer fatlagring av högre andel ny ek. Detta gör att vinerna går att dricka unga, men även dessa moderna viner kan vinna mycket i smak och komplexitet genom att lagras.
Nebbiolo-baserade viner är generellt ljusa i färgen, dock kan unga, barriquelagrade Baroloviner vara mörkare. Doften är i unga viner mycket fruktig. Efter några års flasklagring kommer dofter av svamp och höstlöv.
Varje år, andra helgen i september, genomföres en Barolofestival i den lilla byn Barolo. Då provsmakas den senaste släppta årgången och de flesta vinmakare håller öppet hus.